# 丹津 (土默特)
丹津（？—1737年），清朝蒙古将领，土默特部人，姓纳喇氏，古睦德的长子。
开始为侍卫兼在京佐领。康熙四十三年（1704年）到归化城袭都统。1720年，袭三等子。雍正元年（1723年）奏请在归化城建造至圣先师庙，左右翼都设立满学教官。1731年，清朝西征准噶尔，他奉命办理归化城驻军事务。1734年，发归化城帑银赈济乌喇特部受灾部民。1735年，把归化城每年解运到额尔德尼昭的四万八百石粮米，从官运改为商运。丹津协理归化城屯田事宜。1736年，清朝在归化城北设马厂，丹津管理牧务。